# Třída Baynunah
Třída Baynunah je třída víceúčelových lehkých korvet Námořnictva Spojených arabských emirátů. Plavidla jsou, vzhledem ke své velikosti, silně vyzbrojena a představují výraznou posilu tamního námořnictva. Objednáno bylo celkem šest jednotek, z nichž pět postavila domácí loděnice v Abú Dhabí. Do služby měly vstoupit v letech 2012–2014, ale nakonec to bylo v letech 2011–2017. Ve službě nahradily hlídkové lodě třídy Ardhana.
Dalším vývojem třídy Baynunah vznikly korvety varianty BR70 Mk.II, roku 2023 objednané ve třech kusech pro Angolské námořnictvo.

## Pozadí vzniku
Kontrakt na stavbu čtyř korvet (s později využitou opcí na další dvě), které nahradí hlídkové lodě třídy Ardhana, byl zadán roku 2004 domácí loděnici Abu Dhabi Shipbuilding (ADSB), sídlící v Abú Dhabí. Druhým hlavním kontraktorem projektu je francouzská loděnice Constructions Mécaniques de Normandie (CMN) nacházející se v Cherbourgu. Konstrukci navrhly obě loděnice společně na základě typu BR70 loděnice CMN. CMN zajistila nutný transfer technologií pro ADSB a postavila prototypovou jednotku. Zbylých pět se již staví přímo v emirátech.
Jednotky třídy Baynunah:
| Jméno            | Loděnice | Založen kýl   | Spuštěna       | Vstup do služby   | Status  |
| ---------------- | -------- | ------------- | -------------- | ----------------- | ------- |
| Baynunah (P171)  | CMN      | květen 2005   | červen 2009    | 2011              | aktivní |
| Al Hesen (P172)  | ADSB     | červenec 2006 | 2010           | 2011              | aktivní |
| Al Dhafra (P173) | ADSB     |               |                | 24. prosince 2013 | aktivní |
| Mezyad (P174)    | ADSB     | listopad 2007 | 15. února 2012 |                   | aktivní |
| Al Jahili (P175) | ADSB     |               |                |                   | aktivní |
| Al Hili (P176)   | ADSB     | 27. září 2009 | 6. února 2014  | 20. února 2017    | aktivní |

## Konstrukce
Korvety mají velmi malý ponor, vhodný pro hlídkování v pobřežních vodách emirátů a nástavby tvarované s ohledem na jejich obtížnější zjistitelnost. Plavidla jsou vybavena bojovým řídícím systémem Selex Sistemi Integrati IPN-S se šesti konzolemi. Nesou optotronický systém Sagem EOMS NG, vyhledávací radar Saab Sea Giraffe AMB, navigační radar Terma Scanter 2001 a střelecký radar Selex Sistemi Integrati NA-25/XM. K detekci ponorek slouží sonar L-3 ELAC Nautik NDS 3070. Navigační systém je typu Sagem SIGMA 40.
Plavidla s výtlakem menším než tisíc tun, jsou silně vyzbrojena. Hlavňovou výzbroj tvoří jeden 76mm kanón OTO Melara Super Rapid v dělové věži na přídi, který doplňují dva 27mm kanóny MLG-27. Údernou výzbrojí je osm francouzských protilodních střel MM.40 Exocet Block 3 s dosahem 180 km. Prostorovou obranu proti vzdušným cílům představuje osm protiletadlových řízených střel ESSM, především k vlastní bodové obraně, proti protilodním střelám, slouží jeden komplet RAM Block 1A s dosahem 8 km (roku 2017 byla objednána modernizovaná verze Block 2). Korvety jsou na zádi vybaveny přistávací plochou a hangárem, umožňujícím operace jednoho vrtulníku AS.565SB Panther.
Pohonný systém koncence CODAD tvoří čtyři diesely MTU 12V595 TE90, pohánějící lodě pomocí trojice vodních trysek Kamewa 112S11. Cestovní rychlost je 15 uzlů, maximální rychlost přesahuje 32 uzlů. Vytrvalost korvet dosahuje 14 dnů.